# يو إس إس إنتريبيد
يو إس إس إنتريبيد USS Intrepid، والمعروفة أيضًا بلقب "المقاتلة آي" (The Fighting 'I')، هي واحدة من 24 حاملة طائرات من فئة إسيكس تم بناؤها خلال الحرب العالمية الثانية لصالح البحرية الأمريكية. وهي رابع سفينة في البحرية الأمريكية تحمل هذا الاسم. تم تكليفها بالخدمة في أغسطس 1943، وشاركت في عدة حملات في مسرح العمليات في المحيط الهادئ، بما في ذلك معركة خليج ليتي.
تم إخراجها من الخدمة بعد وقت قصير من نهاية الحرب، ثم خضعت لعملية تحديث وأُعيد تكليفها في أوائل الخمسينيات كـحاملة هجومية (CVA)، ثم تحولت لاحقًا إلى حاملة مضادة للغواصات.
وخلال مسيرتها الثانية، خدمت بشكل رئيسي في المحيط الأطلسي، وشاركت أيضًا في حرب فيتنام. كما كانت سفينة الاستعادة لمهمتين فضائيتين من برنامج ميركوري وجيميني. ونظرًا لدورها البارز في المعارك، حصلت على لقب "المقاتلة آي"
تم إخراجها من الخدمة للمرة الثانية في عام 1974، ثم أُعيد استخدامها كسفينة متحف في عام 1982 لتكون الركيزة الأساسية لمجمّع متحف إنتريبيد في مدينة نيويورك.

## تاريخ الخدمة
```
تم وضع العارضة للسفينة إنتربيد في الأول من ديسمبر عام 1941 في الحوض رقم 10 بشركة نيوبورت نيوز لبناء السفن والأحواض الجافة، في مدينة 
نيوبورت نيوز
 بولاية فرجينيا، وذلك قبل أيام فقط من الهجوم الياباني على بيرل هاربور ودخول الولايات المتحدة في الحرب العالمية الثانية.
```

```
وقد تم تدشينها في 26 أبريل 1943، وكانت خامس حاملة طائرات من فئة "إسيكس" يتم تدشينها. وقد قامت برعاية التدشين زوجة نائب الأدميرال جون هـ. هوفر.
وفي 16 أغسطس 1943، تم وضعها في الخدمة رسمياً بقيادة الكابتن توماس إل. سبريغ، ثم توجهت إلى منطقة البحر الكاريبي لإجراء التجارب والتدريب.
وبعد ذلك، عادت إلى نورفولك، قبل أن تغادر مرة أخرى في 3 ديسمبر متجهة إلى سان فرانسيسكو. ثم واصلت رحلتها إلى بيرل هاربور في هاواي، حيث وصلت في 10 يناير، وبدأت هناك استعداداتها للانضمام إلى بقية أسطول المحيط الهادئ لتنفيذ عمليات هجومية ضد البحرية الإمبراطورية اليابانية. 
[
1
]
[
2
]
```

## الحرب العالمية الثانية

### العمليات في وسط المحيط الهادئ
انضمت حاملة الطائرات إنتربيد إلى قوة المهام السريعة لحاملات الطائرات، والتي كانت تُعرف حينها بـ"قوة المهام 58 (TF 58)"، في إطار الحملة التي اعتمدت على استراتيجية القفز من جزيرة لأخرى في وسط المحيط الهادئ، وتحديدًا حملة جزر غيلبرت ومارشال.
في 16 يناير 1944، غادرت "إنتربيد" و"شقيقتها" Essex، إضافة إلى الحاملة الخفيفة Cabot، من بيرل هاربور لتنفيذ غارة على جزر كواجالين بين 29 يناير و2 فبراير. خلال أول يومين من الغارات، دمرت مجموعات الطيران التابعة للحاملات الثلاث جميع الطائرات اليابانية البالغ عددها 83 طائرة في جزيرة رُوي-نامور، قبل أن يهبط مشاة البحرية الأمريكية على الجزر المجاورة في 31 يناير خلال معركة كواجالين.
```
في صباح ذلك اليوم، قصفت طائرات "إنتربيد" الدفاعات الشاطئية اليابانية في جزيرة إينويبينغ حتى قبل عشر دقائق فقط من نزول أول قوات المارينز. استولى المارينز على الجزيرة بسرعة، وتم استخدامها كقاعدة نيران لدعم الهجوم التالي على جزيرة "رُوي".
```

بعد انتهاء القتال في كواجالين، انطلقت "إنتربيد" وبقية قوة المهام 58 في 3 فبراير لتنفيذ عملية "هيلستون"، وهي غارة كبرى على قاعدة "تروك" البحرية اليابانية في لاجون تروك، قلب منطقة وسط المحيط الهادئ.
```
من 17 إلى 19 فبراير، قصفت الحاملات القوات اليابانية داخل البحيرة، وأغرقت مدمرتين وحوالي 200,000 طن من سفن الشحن التجارية. أظهرت الغارات ضعف دفاعات تروك، حيث كانت القوات البحرية اليابانية الثقيلة قد انسحبت بالفعل قبل الهجوم.
```

لكن "إنتربيد" لم تخرج من العملية دون أضرار. ففي ليلة 17–18 فبراير، هاجمتها طائرة طوربيد يابانية من نوع "ريكو" تابعة لسرب "755 كوكوتاي" (مجموعة طيران غينزان)، والتي كانت تنطلق من "تاينان"، وتم التعرف على الهجوم باسم "غارة إيزي" بواسطة مركز المعلومات القتالي في "إنتربيد".
```
أصاب الطوربيد مؤخرة السفينة على عمق حوالي 15 قدمًا (4.5 متر) تحت خط الماء، مما أدى إلى تعطيل دفة السفينة باتجاه اليسار، وتسبب في غمر عدة حجرات بالماء ومقتل 11 بحارًا.
```

تمكن القبطان "سبريغ" من التعامل مع عطل الدفة لمدة يومين عن طريق تشغيل المروحة اليسرى بأقصى سرعة وترك اليمنى في وضع الخمول، حتى أصبحت الرياح العاتية أقوى من قدرة التوجيه المؤقت. بعد ذلك، صنع الطاقم شراعًا مؤقتًا من أقمشة قديمة وأغطية فتحات، مما ساعد السفينة على العودة إلى بيرل هاربور، حيث وصلت في 24 فبراير.
تم إجراء إصلاحات مؤقتة هناك، ثم غادرت "إنتربيد" في 16 مارس برفقة المدمرة يو إس إس ريمي إلى أحواض هنترز بوينت البحرية في سان فرانسيسكو لإجراء إصلاحات دائمة، ووصلت هناك بعد ستة أيام.
اكتملت أعمال الإصلاح في 9 يونيو، وبدأت "إنتربيد" بعدها تدريبات استمرت شهرين قرب بيرل هاربور. وفي أوائل سبتمبر، انضمت إلى العمليات في جزر كارولين الغربية، وكانت قوة حاملات الطائرات السريعة قد أصبحت الآن جزءًا من الأسطول الثالث الأمريكي بقيادة الأدميرال ويليام هالسي الابن، وأعيد تسميتها إلى قوة المهام 38.
في 6 و7 سبتمبر، نفذت غارات جوية على مدفعيات ومطارات يابانية في جزيرة بيليليو تمهيدًا لـ معركة بيليليو.
```
وفي 9 و10 سبتمبر، انتقلت القوة لضرب المطارات في جزيرة مينداناو في الفلبين، تلتها ضربات أخرى على قواعد في بحر فيسايان بين 12 و14 سبتمبر.
وفي 17 سبتمبر، عادت "إنتربيد" إلى بيليليو لتوفير الدعم الجوي لقوات المارينز التي كانت قد نزلت على الجزيرة قبل يومين.
```